# Grandidierina
Genre
Grandidierina est un genre de sauriens de la famille des Scincidae.

## Répartition
Les quatre espèces de ce genre sont endémiques de Madagascar.

## Description
Les espèces de ce genre sont anophtalmes et sans oreille, les pattes sont réduites ou absentes.

## Liste des espèces
Selon The Reptile Database (20 août 2015) :
- Grandidierina fierinensis (Grandidier, 1869)
- Grandidierina lineata (Mocquard, 1901)
- Grandidierina petiti (Angel, 1924)
- Grandidierina rubrocaudata (Grandidier, 1869)

## Étymologie
Ce genre est nommé en l'honneur d'Alfred Grandidier.

## Publication originale
- Mocquard, 1894 : Reptiles nouveaux ou insuffisamment connus de Madagascar. Compte-Rendu Sommaire des Séances de la Société philomathique de Paris, sér. 8, vol. 6, no 17, p. 1-10 (texte intégral).